# Singapore Woman
Singapore Woman is een Amerikaanse dramafilm uit 1941 onder regie van Jean Negulesco.

## Verhaal
Vicki Moore gelooft in Singapore dat er een vloek op haar rust. Ze wordt naar de rubberplantage van David Ritchie gebracht om er op krachten te komen en wordt daar verliefd op hem. Dan daagt haar gewelddadige ex-man Stanley Moore op.

## Rolverdeling
| Acteur          | Personage       |
| --------------- | --------------- |
| Brenda Marshall | Vicki Moore     |
| David Bruce     | David Ritchie   |
| Virginia Field  | Claire Weston   |
| Jerome Cowan    | Jim North       |
| Rose Hobart     | Alice North     |
| Heather Angel   | Frieda          |
| Richard Ainley  | John Wetherby   |
| Dorothy Tree    | Mevrouw Bennett |
| Bruce Lester    | Clyde           |
| Connie Leon     | Suwa            |
| Douglas Walton  | Roy Bennett     |
| Gilbert Emery   | Stanley Moore   |
| Stanley Logan   | Commissaris     |
| Abner Biberman  | Singa           |
| Eva Puig        | Natasha         |